# Nagy Péter (animátor)
Nagy Péter (Szeged, 1979. augusztus 28. –) magyar alkalmazott grafikus, animátor avagy mozdulattervező.

## Életpályája
Az általános iskolát ének-zene tagozaton végezte és gyermekkórusban többször énekelt a Szegedi Szabadtéri Játékokon. Középiskolai tanulmányait 1993-1997 között végezte a szegedi Tömörkény István Gimnázium és Művészeti Szakközépiskola alkalmazott grafika szakán. Szaktanárai Pölös Endre, Bényi Máté, Bukor Tibor és Barcánfalvy Ferenc voltak. 1996–97-ben Pataki Ferenctől is tanult a Vasutas Képzőművész Kör keretein belül.
Érettségi után, 1998–99-ben a Móra Ferenc Múzeum alkalmazásában ásatási grafikusként tevékenykedett.
2000-ben elvégezte a Pannónia Filmstúdió kecskeméti műtermének animációs tanfolyamát. Ezt követően kezdte meg működését az animációs szakmában, először fázis- majd kulcsfázis-rajzolóként. 2005-től dolgozik hagyományos (2D) technikával animátorként, 2008-tól digitális technikával, számítógépes animációban, 2009-től 3D-s szoftverekkel.
2003-tól részt vett a budapesti Varga Stúdió munkáiban kulcs-fázis rajzoló- és karakterellenőrként, később animátorként dolgozott a MyFilm, a Studio Baestarts, a Fabula Stúdió, a Szerep produkciós Iroda és a MOME megbízásaiból készült produkciókban is.
Munkái során Judi Dench angol színésznő hangjára is animált (Angelina, a balerina), és a Macskafogó 2-ben Sinkó László, Hegyi Barbara és Darvas Iván szinkronjaira, ez utóbbinál Bob Poliakoff nyugalmazott rendőrfőnök mozdulatain dolgozott, ami végül Darvas utolsó szerepe lett. Olyan animációs alkotókkal dolgozott közösen, mint Igor Lazin, a francia Picha, Ginger Gibbons, Pacsay Attila és Csákovics Lajos; közvetlenül Alexei Alexeev (Gyerekdalok), Igor Veichtaguin (Toot & Puddle), Varga Miklós és Szalay Zoltán (Ez kész! Pénz!) vagy Ternovszky Béla (Macskafogó 2) rendezők irányítása alatt.

## Munkássága
- Bob Poliakoff nyugalmazott rendőrfőnök egy rajza a Macskafogó 2-ből
- Nagy Péter: Power TV Promo

### Kulcs-fázis rajzolóként
| Év        | Magyar cím                                         | Eredeti vagy külföldi bemutatásnál szereplő cím | Forgalmazó                 | Műfaj               |
| --------- | -------------------------------------------------- | ----------------------------------------------- | -------------------------- | ------------------- |
| 2001      | (nem volt hazai bemutatója)                        | Les contes du cimetière                         | Kecskemétfilm              | francia sorozat     |
| 2002      | Corto Maltese: Az elveszett aranyvonat fosztogatói | Corto Maltese: La cour secrète des Arcanes      | Kecskemétfilm              | francia egész estés |
| 2002-2003 | Mr. Bean, az animációs sorozat                     | Mr. Bean: The Animated Series                   | Varga Stúdió               | angol sorozat       |
| 2004      | (nem volt hazai bemutatója)                        | The Pig Tales                                   | Feature Films for Families | amerikai sorozat    |
| 2004      | Zzaj                                               | Zzaj                                            | MyFilm                     | magyar rövidfilm    |
| 2004      | Unicum Next                                        | (nem volt külföldi bemutatója)                  | MyFilm                     | magyar reklámfilm   |

### Karakterellenőrként
| Év   | Magyar cím                     | Eredeti vagy külföldi bemutatásnál szereplő cím | Forgalmazó   | Műfaj         |
| ---- | ------------------------------ | ----------------------------------------------- | ------------ | ------------- |
| 2003 | Mr. Bean, az animációs sorozat | Mr. Bean: The Animated Series                   | Varga Stúdió | angol sorozat |

### Animátorként hagyományos technikában
| Év   | Magyar cím                                | Eredeti vagy külföldi bemutatásnál szereplő cím | Forgalmazó              | Műfaj               |
| ---- | ----------------------------------------- | ----------------------------------------------- | ----------------------- | ------------------- |
| 2004 | Amit a tigrisekről feltétlenül tudni kell | (nem volt külföldi bemutatója)                  | MyFilm                  | magyar pilot film   |
| 2005 | (nem volt hazai bemutatója)               | Blanche-Neige, la suite                         | Studio Orange Reklamy   | francia egész estés |
| 2005 | Angelina, a balerina - A vendégszereplés  | Angelina Ballerina: Angelina Sets Sail          | Studio Baestarts        | angol videófilm     |
| 2005 | Pettson és Findus - A karácsonyi ígéret   | Pettson och Findus: Tomtemaskinen               | Studio Baestarts        | svéd egész estés    |
| 2006 | Duda és Pocsolya - Karácsonyra hazaérek   | Toot & Puddle: I'll Be Home for Christmas       | Studio Baestarts        | angol videófilm     |
| 2006 | Mulino Bianco - Barilla                   | Mulino Bianco - Barilla                         | Studio Baestarts        | olasz reklámfilm    |
| 2006 | Ez kész! Pénz!                            | (nem volt külföldi bemutatója)                  | Fabula Stúdió           | magyar sorozat      |
| 2007 | Macskafogó 2. – A sátán macskája          | Cat City 2: The Cat of Satan                    | Szerep Produkciós Iroda | magyar egész estés  |

### Számítógépes animátorként
| Év   | Magyar cím                            | Eredeti vagy külföldi bemutatásnál szereplő cím | Forgalmazó                         | Műfaj              |
| ---- | ------------------------------------- | ----------------------------------------------- | ---------------------------------- | ------------------ |
| 2008 | Gyerekdalok                           | Nursery Rhymes                                  | Studio Baestarts                   | magyar sorozat     |
| 2008 | Egyedül                               | Alone                                           | MOME                               | magyar diplomafilm |
| 2008 | Fosterék háza képzeletbeli barátoknak | Foster's Home for Imaginary Friends             | Studio Baestarts & Cartoon Network | amerikai sorozat   |

## Elismerések
2009-ben több külföldi online animációs oldalon versenyzett saját animációival, ahol több ízben nyert:
- CGTalk (USA) 3D-s oldal 2009. júliusi animációs verseny, első helyezés[30]
- 11 Second Club (USA), animációs oldal 2009. októberi verseny, első helyezés[31]

## Külső hivatkozások
- Nagy Péter az IMDb-n
- Vimeo profil animációkkal
- Nagy Péter blogja[halott link]

### Néhány közreműködésével készült rövidfilm
- Zzaj (kulcs-fázis)
- Mr. Bean, az animációs sorozat (karakterellenőr és kulcs-fázis)
- Ez kész! Pénz! (animáció)
- Gyerekdalok (animáció)
- The Woman Who Drank Too Much (rendezés, animáció és hang)
- Power TV Promo (rendezés, figuraterv, animáció, kulcs-fázis, vágás és hang)